# Gynécomastie
 Mise en garde médicale
La gynécomastie est le développement excessif des glandes mammaires chez l'homme. Elle peut toucher un sein (gynécomastie unilatérale) ou les deux (gynécomastie bilatérale).
La gynécomastie est courante de manière éphémère au cours de la puberté. Sa forme persistante peut être en revanche congénitale ou due à une maladie, une tumeur ou à la prise de certains médicaments.

## Épidémiologie

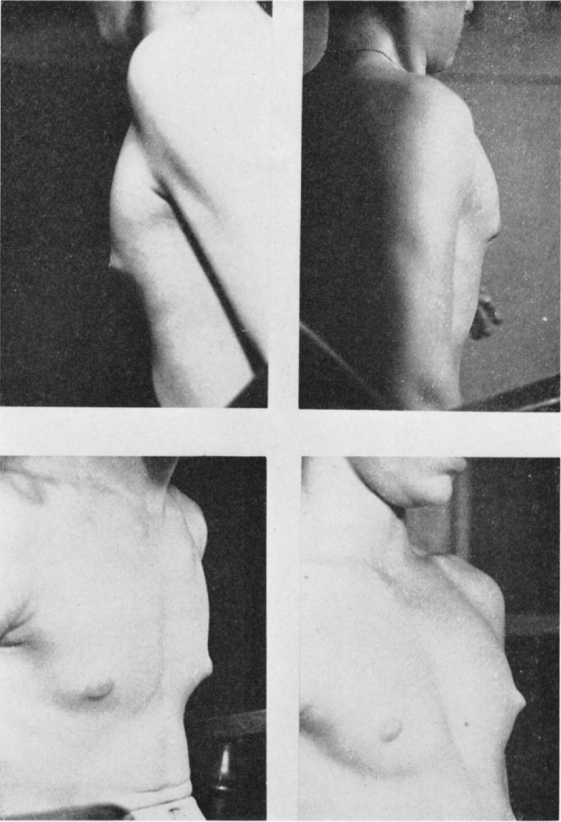
Gynécomastie bénigne chez un garçon en pleine puberté.

Les enfants peuvent être concernés dès la naissance, et parfois avec un seul sein hypertrophié.
Le phénomène est très courant chez le garçon au cours de la puberté du fait d'une sécrétion relativement précoce d'œstrogènes alors que le niveau de testostérone est encore bas. Les symptômes disparaissent dans 90 % des cas après quelques mois ou au plus tard après quelques années.
Elle est présente chez près de la moitié des hommes âgés, probablement secondaire à un taux de testostérone diminué.
Une étude publiée en 2012 a montré que les soldats allemands effectuant des parades incluant un mouvement consistant à frapper leur arme contre leur sein gauche développaient plus particulièrement une gynécomastie unilatérale dont le seul traitement est l'ablation.

## Physiopathologie
Le développement de la glande mammaire est dû à un déséquilibre de la balance androgènes / œstrogènes en faveur de ces derniers.
Ce déséquilibre peut s'expliquer par :
- Une diminution de la testostérone (exemple : hypogonadisme central ou périphérique, primitif ou acquis) ;
- Une augmentation de la SHBG (Sex Hormone-binding globulin) qui conduit à une diminution relative de la forme libre, et donc active, de la testostérone (c'est le cas dans l'hyperthyroïdie, certaines maladies du foie) ;
- Une augmentation des œstrogènes (dans certaines formes du cancer du testicule ou en cas d'excès d'aromatisation (transformation chimique des précurseurs œstrogènes en cette dernière) dans le tissu graisseux périphérique ou lors d'une hyperthyroïdie ou d'une maladie de Klinefelter) ;
- Une inefficacité des récepteurs aux androgènes (secondaire à un traitement) ;
- Un déplacement de l'œstrogène de son récepteur (la SHBG) par une molécule, augmentant ainsi la forme libre de cette hormone (cas de certains médicaments).

## Causes

### Syndrome paranéoplasique
Certains cancers peuvent sécréter des hormones de type œstrogène ou des précurseurs de cette dernière :
- Cancer du testicule[5]
- Cancer du poumon[6]
- Cancer du rein[5]

### Troubles endocriniens
- Acromégalie
- Maladie d'Addison
- Hyperthyroïdie[5]
- Prolactinome[7]
- Troubles secondaires à l'alcoolisme

De plus, il est à noter que l'éthanol (l'alcool) peut directement perturber la synthèse de la testostérone et que la présence de phytoœstrogènes dans l'alcool peut contribuer à augmenter le taux d'œstrogènes.

### Causes médicamenteuses
Un certain nombre de médicaments ont pour effet secondaire de provoquer une pousse des seins chez l'homme. Ce sont essentiellement en cas de prise de :
- Digitaliques lorsqu'il y a surdosage ;
- Œstrogènes ou dérivés[8] ;
- Cimétidine[8] ;
- Spironolactone[8] ;
- Kétoconazole[8] ;
- Amphétamines[5] ;
- Stéroïdes[5] ;
- Neuroleptiques ;
- inhibiteurs des protéases données dans le traitement de l'infection par le VIH ;
- Médicaments de chimiothérapie anticancéreuses (par atrophie testiculaire consécutive)[5];
- Dompéridone[5] ;
- Inhibiteurs de la 5-alpha réductase[8].

D'autres médicaments sont suspectés : rispéridone, vérapamil, nifédipine, oméprazole, éfavirenz, etc.
Il y a aussi l'exposition chronique (ou in utero dans le cas d'enfants présentant une gynécomastie anormale à la naissance) à de faibles doses de leurres hormonaux, qui miment les œstrogènes, et, ou à des produits qui auraient des impacts hormonaux et, ou toxiques sur la thyroïde ou les testicules. En 2010, Dumas et al. ont ainsi analysé le taux plasmatique de DEHP et MEHP (deux phtalates) chez 39 adolescents atteints de gynécomastie et 20 sujets témoins ne souffrant d’aucun désordre hormonal). Le DEHP était détecté dans tous les échantillons et son métabolite le MEHP également, sauf dans un échantillon témoin. Une corrélation positive existait avec les concentrations du plasma sanguin en DEHP et MEHP ; concentration significativement plus élevée chez ceux des adolescents qui avaient une gynécomastie, sans lien apparent avec les taux d’hormones FSH, LH, SHBG, testostérone totale et libre. Ce travail est à confirmer par une étude sur un plus grand nombre d'adolescents.
D'autres produits non médicamenteux peuvent provoquer une gynécomastie : l'huile de lavande ou l'huile d'arbre à thé possèdent ainsi des propriétés anti-androgènes et ont pu favoriser une pousse des seins lorsqu'elles sont appliquées sur la poitrine. L'alcoolisme est également suspect.

### Troubles hépatiques
- Cirrhose[5]
- Hépatite chronique active
- Insuffisance cellulaire hépatique, c'est-à-dire inefficacité du stockage, épuration, synthèse du foie

### Maladies génétiques
Sans rapport avec un trouble de la différenciation sexuelle
- Syndrome POEMS
- Dystrophie myotonique de Steinert

En rapport avec un trouble de la différenciation sexuelle
- Syndrome de Klinefelter[11]
- Syndrome d'insensibilité aux androgènes
- Syndrome Homme XX
- Maladie de Kennedy

Des mutations sur le gène de l'aromatase peuvent provoquer des gynécomasties familiales.

## Diagnostic

### Examen clinique
Il repose sur la palpation des seins, ainsi que sur la palpation des testicules à la recherche d'un cancer ou d'une atrophie (diminution de taille).

### Examens complémentaires

#### Biologie
Au niveau biologique, il faut doser, également en l'absence de cause évidente, les :
- ASAT + ALAT + Gamma-GT (à la recherche d'un problème hépatique)
- TSH à la recherche d'un problème de thyroïde ;
- FSH, LH pour explorer des problèmes hypophysaires ;
- Testostérone ;
- HCG ;
- Prolactine ;
- en plus des explorations non spécifiques de dépistage (NFS, CRP, Créatinémie plasmatique...)

#### Imagerie
On fera en premier une échographie testiculaire, à la recherche d'une tumeur.
En l'absence de cause évidente, le bilan est complété par une radiographie pulmonaire (problème médiastinal + pulmonaire) et une échographie abdominale (problème rénal + surrénal + hépatique).

## Diagnostic différentiel
La gynécomastie est due à l'augmentation de taille des glandes mammaires. Elle doit donc être distinguée :
- d'une pseudo-gynécomastie par infiltration graisseuse du sein ;
- d'un cancer du sein.

Une échographie et/ou une mammographie peut aider à faire la distinction.

## Traitement
Il s'agit essentiellement du traitement de la cause, lorsque cette dernière est identifiée. Une gynécomastie prolongée (supérieure à un an) peut ne pas régresser du fait de l'installation d'une fibrose.
Lorsque la cause n'est pas identifiée ou que celle-ci n'est pas curable, un traitement par tamoxifène peut avoir une certaine efficacité. D'autres médicaments ont été testés, dont la testostérone, et ses dérivés, et l'anastrozole (inhibiteur de l'aromatase).